# Mighty Morphin Power Rangers (jeu vidéo)
 (janvier 2015).
Si vous disposez d'ouvrages ou d'articles de référence ou si vous connaissez des sites web de qualité traitant du thème abordé ici, merci de compléter l'article en donnant les références utiles à sa vérifiabilité et en les liant à la section « Notes et références ».
Mighty Morphin Power Rangers est un jeu vidéo de combat sorti en 1994 sur Mega Drive, Super Nintendo, Game Boy et Game Gear. Le jeu a été développé par Bandai et édité par Sega.

## Système de jeu
Le jeu reprend les batailles mythiques telles celles contre King Sphinx (battu par Jason), Evil Green Ranger-Tommy (défait par Jason), Madam Woe (défait par Billy), Goldar et Cyclopsis (Mégazord métallique de Goldar, défait par les Rangers).